# اچ‌ام‌اس روبی (۱۷۴۵)
اچ‌ام‌اس روبی (۱۷۴۵) (به انگلیسی: HMS Ruby (1745)) یک کشتی بود که طول آن ۱۴۰ فوت (۴۲٫۷ متر) بود. این کشتی در سال ۱۷۴۵ ساخته شد.